# Botho zu Stolberg

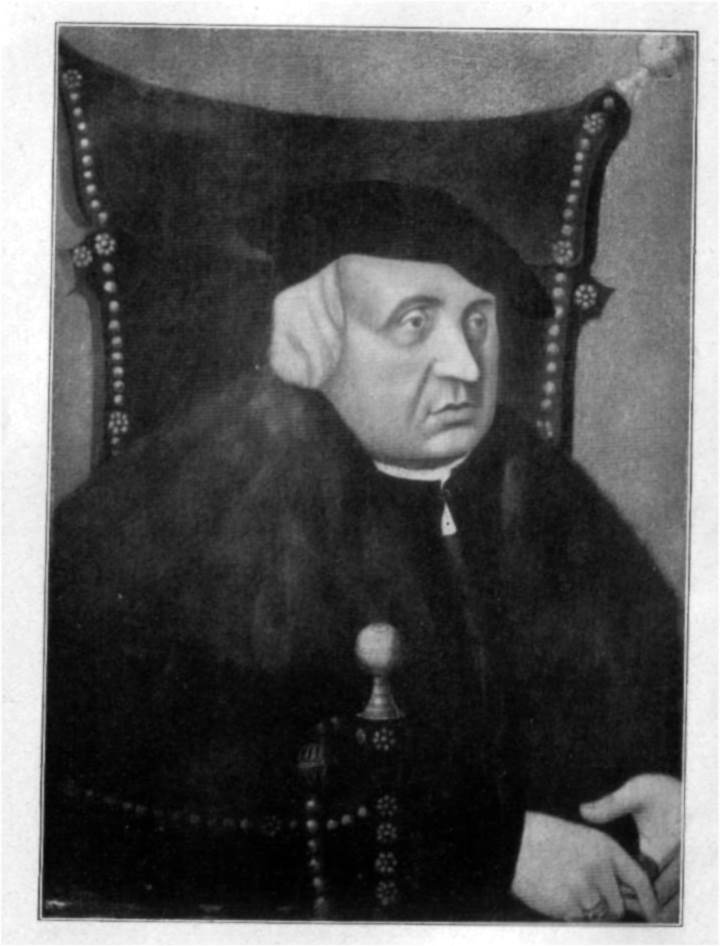
Graf Botho zu Stolberg

Botho Graf zu Stolberg und Herr zu Wernigerode, genannt der Glückselige, (* 4. Januar 1467 in Stolberg (Harz); † 22. Juni 1538 ebenda) war ein deutscher Regent. Er regierte über die Grafschaft Stolberg, die Grafschaft Wernigerode und die Grafschaft Hohnstein.

## Leben
Er war der Sohn des Grafen Heinrich des Älteren zu Stolberg und seiner ersten Ehefrau Mechthild, der Tochter des Grafen Volrad von Mansfeld. Gleichzeitig mit ihm geboren wurde sein Zwillingsbruder Heinrich der Jüngere.
Einen Teil seiner frühesten Jugendjahre verlebte Botho in Süddeutschland, wo er am Hofe des Grafen, dann Herzogs Eberhard von Württemberg, des Bruders seiner Stiefmutter, erzogen wurde. Vom 16. April 1493 bis zum 9. Februar 1494 nahm er als 26-Jähriger an einer Reise nach Jerusalem teil und leistete in jüngeren Jahren mehreren Fürsten Ritterdienste. Er entwickelte sich zum geschickten Diplomaten. Schon ums Jahr 1491/92 erlebte er eine durch das Schuldenwesen gebotene außerordentliche Umwandlung der Verwaltung durch stolbergische Rentmeister, die auf einer einheitlichen Leitung der Finanzen bestanden und studierte Beamte in den Vordergrund treten ließen. Wegen seiner Tüchtigkeit als Wirtschafter und Unterhändler wurde er auch in außerordentlichem Maße von Kaiser und Reich, weit mehr aber noch von seinen Lehnsherren und größeren Ständen in Anspruch genommen, sowohl durch Anleihen als durch Übertragung von Ämtern und Geschäften. Zuerst geschah dies durch den Herzog Georg von Sachsen, dem er von 1501 bis 1505 als Hauptmann in Coburg diente, der aber, seine Forderungen als Lehnsherr weiter ausdehnend, als das bisher üblich war, ihn auch zu den Landtagen und zu manchen besonderen Geschäften aufbot. Aber nicht hierin und nicht in den vielen einzelnen Diensten, die der Vielbeschäftigte diesem oder jenem Fürsten leistete, liegt des Grafen geschichtliche Bedeutung, sondern in erster Reihe in dem Verhältnis, das er zu dem größten Prälaten im Reiche, dem Erzbischof von Magdeburg und von Mainz und Kardinal Albrecht, einnahm. Vom Jahre 1515 bis an das Ende seines Lebens war er des Kardinals Rat oder Hofmeister für die Stifte Magdeburg und Halberstadt, d. h., er war sein Vertreter oder Verweser in den überaus vielen und bedeutsamen Angelegenheiten, welche dem Kardinal anvertraut waren. Der Graf trat während der Reformation, seiner Natur und auch der seines Herrn entsprechend, meist milde und vermittelnd auf. Er genoss so unbedingt das Vertrauen des Kardinals, während der Graf schon ein paar Jahre nach seiner ersten Bestellung um Enthebung von seinem Amt bat. Da aber sein allzu anhaltender Dienst bei Hofe und dementsprechend die lange Abwesenheit von seiner Familie, Land und Leuten ihm auf die Dauer zu viel wurde, bestand er 1524 auf der Entlassung aus seinem ursprünglichen Dienstverhältnis und beschränkte sich von da ab auf die Stellung eines Rates von Haus aus.
Hinter seiner anstrengenden Arbeit für den Kardinal Albrecht traten seine Dienste als Rat der Kaiser Maximilian I. und Karl V. zurück, wenngleich auch diese Anerkennung und Dank in besonderen Verleihungen 1518 und 1521 fanden. Das Ansinnen Karls V., in dem letzteren Jahre die Stelle eines der vier Räte im Reichsregiment zu Nürnberg anzunehmen, lehnte er ab.

## Familie
Botho war mit Anna von Eppstein-Königstein verheiratet, der Schwester des letzten Vertreters des Eppsteiner Adelsgeschlechtes, Eberhard IV. von Eppstein und seit 1505 Graf von Königstein. Nach dem kinderlosen Tod Eberhards 1535 erbten nacheinander seine Schwestersöhne Ludwig zu Stolberg († 1574) und Christoph († 1581) die Herrschaft Eppstein einschließlich der Grafschaft Königstein. 
Botho hatte mehrere Kinder, darunter die Grafen Wolfgang, Heinrich und Ludwig zu Stolberg, Gräfin Juliana zu Stolberg, welche als Stammmutter des Hauses Oranien-Nassau gilt, und Gräfin Anna zu Stolberg, die 28. Äbtissin des Reichsstiftes Quedlinburg.